# Thermichthys hollisi
Thermichthys hollisi är en fiskart som först beskrevs av Cohen, Rosenblatt och Moser, 1990.  Thermichthys hollisi ingår i släktet Thermichthys och familjen Bythitidae. Inga underarter finns listade i Catalogue of Life.